# Cephalanthera austiniae
Cephalanthera austiniae là một loài thực vật có hoa trong họ Lan. Loài này được (A.Gray) A.Heller mô tả khoa học đầu tiên năm 1900.

## Hình ảnh

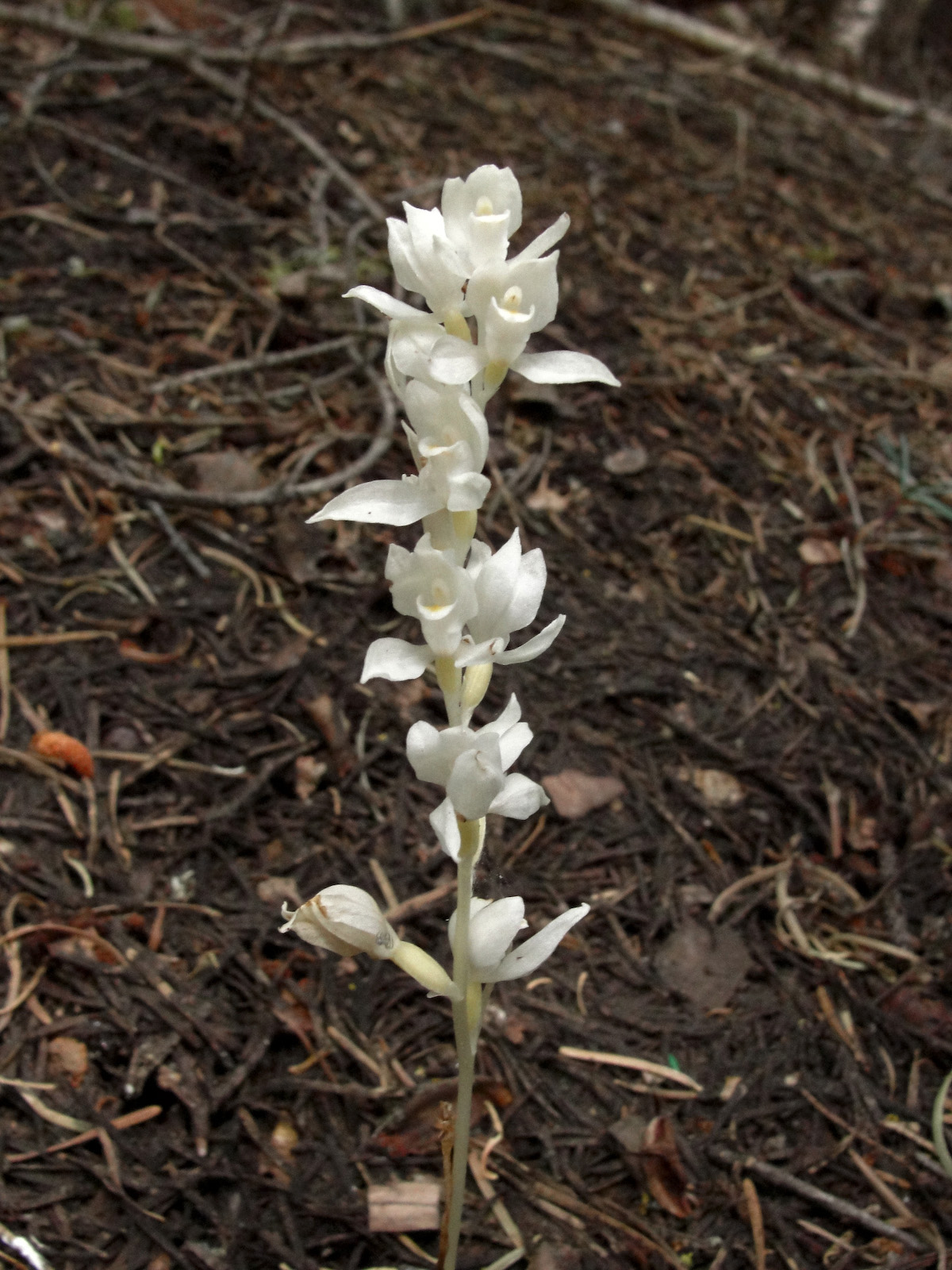
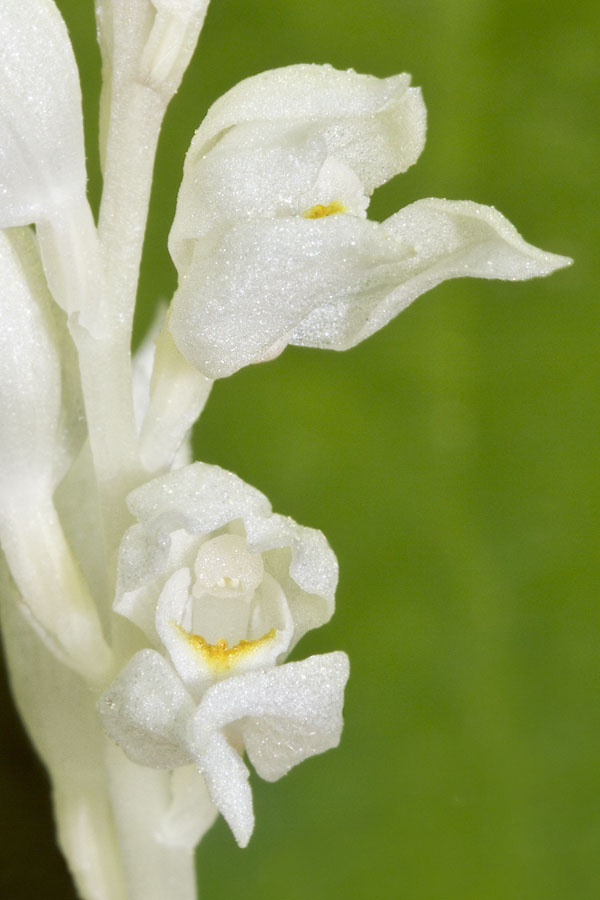